# Haid (Presseck)
Haid ist ein Gemeindeteil des Marktes Presseck im Landkreis Kulmbach (Oberfranken, Bayern). Haid liegt in der Gemarkung Reichenbach.

## Geographie
Der Weiler liegt auf einem Höhenrücken südlich des Wallenfelser Forstes. Unmittelbar östlich des Ortes entspringt der Lambach, ein linker Zufluss des Köstenbachs. Ein Anliegerweg führt nach Reichenbach zur Kreisstraße KC 24 (0,8 km südöstlich).

## Geschichte
Gegen Ende des 18. Jahrhunderts bestand Haid aus 3 Anwesen. Das Hochgericht übte das bambergische Centamt Wallenfels aus. Das Vogteiamt Wallenfels hatte die Grundherrschaft über die drei Ganzhöfe inne.
Mit dem Gemeindeedikt wurde Haid dem 1808 gebildeten Steuerdistrikt Zeyern und der 1818 gebildeten Ruralgemeinde Geuser zugewiesen. Am 1. Juli 1972 wurde Haid im Zuge der Gebietsreform in Bayern nach Reichenbach eingegliedert, das seinerseits am 1. Januar 1976 nach Wartenfels eingegliedert wurde. Am 1. Mai 1978 wurde dann diese Gemeinde nach Presseck eingegliedert.

### Einwohnerentwicklung
| Jahr      | 001800 | 001818 | 001861 | 001871 | 001885 | 001900 | 001925 | 001950 | 001961 | 001970 | 001987 |
| Einwohner | 25     | 19     | 28     | 30     | 30     | 21     | 25     | 27     | 19     | 14     | 11     |
| Häuser    | 4      | 3      |        |        | 5      | 5      | 4      | 4      | 5      |        | 5      |
| Quelle    | [ 9 ]  | [ 6 ]  | [ 10 ] | [ 11 ] | [ 12 ] | [ 13 ] | [ 14 ] | [ 15 ] | [ 16 ] | [ 17 ] | [ 1 ]  |

## Religion
Der Ort ist katholisch geprägt und nach St. Thomas (Wallenfels) gepfarrt.